# УЕФА суперкуп 2014.
УЕФА суперкуп 2014. је било 39. издање УЕФА Суперкупа, годишње фудбалске утакмице коју организује УЕФА и на којој се такмиче актуелни шампиони два главна европска клупска такмичења, УЕФА Лиге шампиона и победник Купа УЕФА. Утакмицу су играла два шпанска тима, Реал Мадрид победник УЕФА Лиге шампиона 2013/14.и Севиља, победник УЕФА Лиге Европе 2013–14. Играно је на градском стадиону Цардиф сити у Кардифу, Велс, 12. августа 2014. године. Датум је померен са петка крајем августа претходних година на средину августа почевши од ове године, након што је у новом ФИФА међународном календару утакмица уклоњен датум међународних пријатељских утакмица у августу.
Реал Мадрид је победио 2-0 и освојио свој други УЕФА Суперкуп, са оба гола постигнута од стране Кристијана Роналда.

## Стадион
Градски стадион у Кардифу најављен је за место одржавања Суперкупа на састанку Извршног комитета УЕФА, одржеаног 30. јуна 2012. године. Ово је био први УЕФА Суперкуп одржан у Велсу.
Градски стадион у Кардифу отворен је у јулу 2009. на месту Атлетског стадиона у Кардифу. То је домаћи стадион локалног фудбалског клуба Кардиф ситија. Стадион је имао капацитет од 33.000 након проширења.

## Екипе
| Екипа       | Квалификације                        | Претходно учешће (подебљано означава победнике) |
| ----------- | ------------------------------------ | ----------------------------------------------- |
| Реал Мадрид | УЕФА Лига шампиона 2013/14. победник | 1998, 2000, 2002                                |
| Севиља      | УЕФА Лига Европе 2013/14. победник   | 2006, 2007                                      |

## Пре утакмице

### Продаја карата
Међународна фаза продаје карата за ширу јавност трајала је од 5. до 27. јуна 2014. Улазнице су биле доступне у три категорије цена: £110, 75 фунти и 40 фунти.

### Званичници
УЕФА је за судију утакмице именовала Енглеза Марка Клатенбурга, у пратњи енглеског тима званичника: помоћних судија Сајмона Бека и Стјуарта Берта, четвртог судије Дарена Инглана и додатних помоћних судија Мајкла Оливера и Ентонија Тејлора.
Утакмица је била прва у УЕФА клупском такмичењу у којој је коришћен спреј који нестаје.

## Утакмица

### Селекција играча за тимове
Везиста Реал Мадрида, Ћаби Алонсо суспендован је за меч, због кршења понашања у финалу Лиге шампиона.
Нови потписници Тони Крос и Хамес Родригуез су дебитовали за Реал Мадрид. Још један нови потписник, Кејлор Навас, био је неискоришћена замена. Севиља је у такмичарском делу дебитовала Дениса Суареза, Алекса Видала и Гжегоржа Криховјака, као и резерву Јагу Аспасу. Николас Пареја и Даниел Карико су представљали Севиљу по први пут од када су њихове позајмице постале трајне.

### Детаљи
| Реал Мадрид      | 2–0      | Севиља |
| ---------------- | -------- | ------ |
| Роналдо 30’, 49’ | Извештај |        |

| Реал Мадрид | Севиља |

| GK               | 1  | Икер Касиљас (c)   |     |     |
| RB               | 15 | Дани Карвахал      | 45’ |     |
| CB               | 4  | Серхио Рамос       |     |     |
| CB               | 3  | Пепе               |     |     |
| LB               | 5  | Фабио Коентрао     |     | 84’ |
| CM               | 8  | Тони Крос          | 53’ |     |
| CM               | 19 | Лука Модрић        |     | 86’ |
| AM               | 10 | Хамес Родригез     |     | 72’ |
| RF               | 11 | Гарет Бејл         |     |     |
| CF               | 9  | Карим Бензема      |     |     |
| LF               | 7  | Кристијано Роналдо |     |     |
| Резервни играчи: |    |                    |     |     |
| GK               | 13 | Кејлор Навас       |     |     |
| DF               | 2  | Рафаел Варан       |     |     |
| DF               | 12 | Марсело Вијеира    |     | 84’ |
| DF               | 17 | Алваро Арбелоа     |     |     |
| MF               | 22 | Анхел ди Марија    |     |     |
| MF               | 23 | Иско               |     | 72’ |
| MF               | 24 | Асијер Иљараменди  |     | 86’ |
| Менаџер:         |    |                    |     |     |
| Карло Анчелоти   |    |                    |     |     |

| GK               | 13 | Антонио Бастос Пимпарел |     |     |
| RB               | 23 | Хорхе Андухар           |     | 84’ |
| CB               | 21 | Николас Пареха          |     |     |
| CB               | 2  | Федерико Фазио (c)      |     |     |
| LB               | 3  | Фернандо Наваро         | 66’ |     |
| DM               | 4  | Гжегож Криховјак        |     |     |
| DM               | 6  | Данијел Карисо          |     |     |
| RW               | 22 | Алеш Видал              |     | 66’ |
| AM               | 17 | Денис Суарез            |     | 78’ |
| LW               | 20 | Виктор Мачин Перез      | 42’ |     |
| CF               | 9  | Карлос Бака             |     |     |
| Резервни играчи: |    |                         |     |     |
| GK               | 25 | Мариано Барбоса         |     |     |
| DF               | 5  | Диого Фигејраш          |     | 84’ |
| MF               | 10 | Хосе Антонио Рејес      |     | 78’ |
| MF               | 11 | Хајро Самперио          |     |     |
| MF               | 12 | Висент Ибора            |     |     |
| MF               | 26 | Луисми                  |     |     |
| FW               | 14 | Јаго Аспас              |     | 66’ |
| Менаџер:         |    |                         |     |     |
| Унаи Емери       |    |                         |     |     |

| Играч утакмице: Кристијано Роналдо (Реал Мадрид) Помоћне судије: Сајмон Бек (Енглеска) Стјуарт Барт (Енглеска) Четврти судија:' Дерен Ингланд (Енглеска) Додатне помоћне судије: Мајкл Оливер (Енглеска) Ентони Тејлор (Енглеска) | Правила утакмице - Игра се 90 минута - У случају нерешеног играју се продужици 30 минута до златног гола ако је потребно - Приступа се извођењу једанаестераца ако је резултати и даље изједначен - Седам именованих замена, од којих се могу користити до три |